# Distichlis palmeri
Espèce
Distichlis palmeri est une espèce de plantes monocotylédones de la famille des Poaceae, sous-famille des Chloridoideae, originaire du Mexique).
Cette espèce vivace, connue localement sous le nom de nipa, est endémique des côtes du nord du golfe de Californie (Mexique). Elle se distingue des autres espèce du genre Distichlis par la taille de ses grains (ou caryopses). Ces grains étaient autrefois récoltés par les tribus amérindiennes et constituaient un des principaux aliments de base des indigènes du peuple Cocopah (en) qui vivaient le long du cours inférieur du Rio Colorado.

## Taxinomie

### Synonymes
Selon The Plant List (1 avril 2022) :
- Uniola palmeri Vasey